# Maru oja
Maru oja är ett vattendrag i Sõmerpalu kommun i landskapet Võrumaa i sydöstra Estland. Ån är 7 km lång.
Maru oja är ett nordligt vänsterbiflöde till Mustjõgi och ingår i Gaujas avrinningsområde. Källan är sjön Maru järv och Maru oja avvattnar även de övriga tre sjöarna i sjösystemet Keema järved. Den sammanflödar med Mustjõgi vid byn Kurenurme.